# Казаче-Малёваный
Казаче-Малёваный — хутор в Кореновском районе Краснодарского края.
Входит в состав Журавского сельского поселения.

## География
Хутор расположен на берегах степной речки Малёвана (бассейн Левого Бейсужка), в 10 км северо-восточнее Кореновска.

### Улицы
- пер. А. Матросова,
- ул. А. Матросова,
- ул. Зелёная,
- ул. Лунева,
- ул. Северная,
- ул. Уральская,
- ул. Юбилейная,
- ул. Южная.

## История
Посёлок (позже хутор) Малёваный был основан в 1879 году, в 1920-е годы стал называться Казаче-Малёваным (в отличие от хутора Иногородне-Малёваный).
Хутор Малеваный в 1915 году имел земли 3334 десятин, из них пахотной 2980 десятин. Население хутора — 1121 душ, мужчин — 421, женщин — 524, остальные — иногородние.
В 1921 году в хуторе был избран исполком хуторского совета от 1345 человек.
В 1930 году в Казаче-Малеваном образовался колхоз «Имени Лунева». После окончания Великой Отечественной войны в станице Журавской и в хуторе Казаче-Малеваном начали восстанавливать своё разрушенное хозяйство три колхоза: «Имени 12-й годовщины Октября», «Имени Дзержинского» и «Имени Лунева». В 1950 году они объединяются в один колхоз «Путь к коммунизму». В настоящее время он преобразован в АгроГард — ЗАО «Кубань».

## Население
| 2002 | 2010 |
| ---- | ---- |
| 648  | ↘623 |